# Mycosphaerella fagi
Mycosphaerella fagi är en svampart som först beskrevs av Bernhard Auerswald, och fick sitt nu gällande namn av Gustav Lindau 1897. Mycosphaerella fagi ingår i släktet Mycosphaerella och familjen Mycosphaerellaceae.   Inga underarter finns listade i Catalogue of Life.